# 京浜急行バス堀内営業所

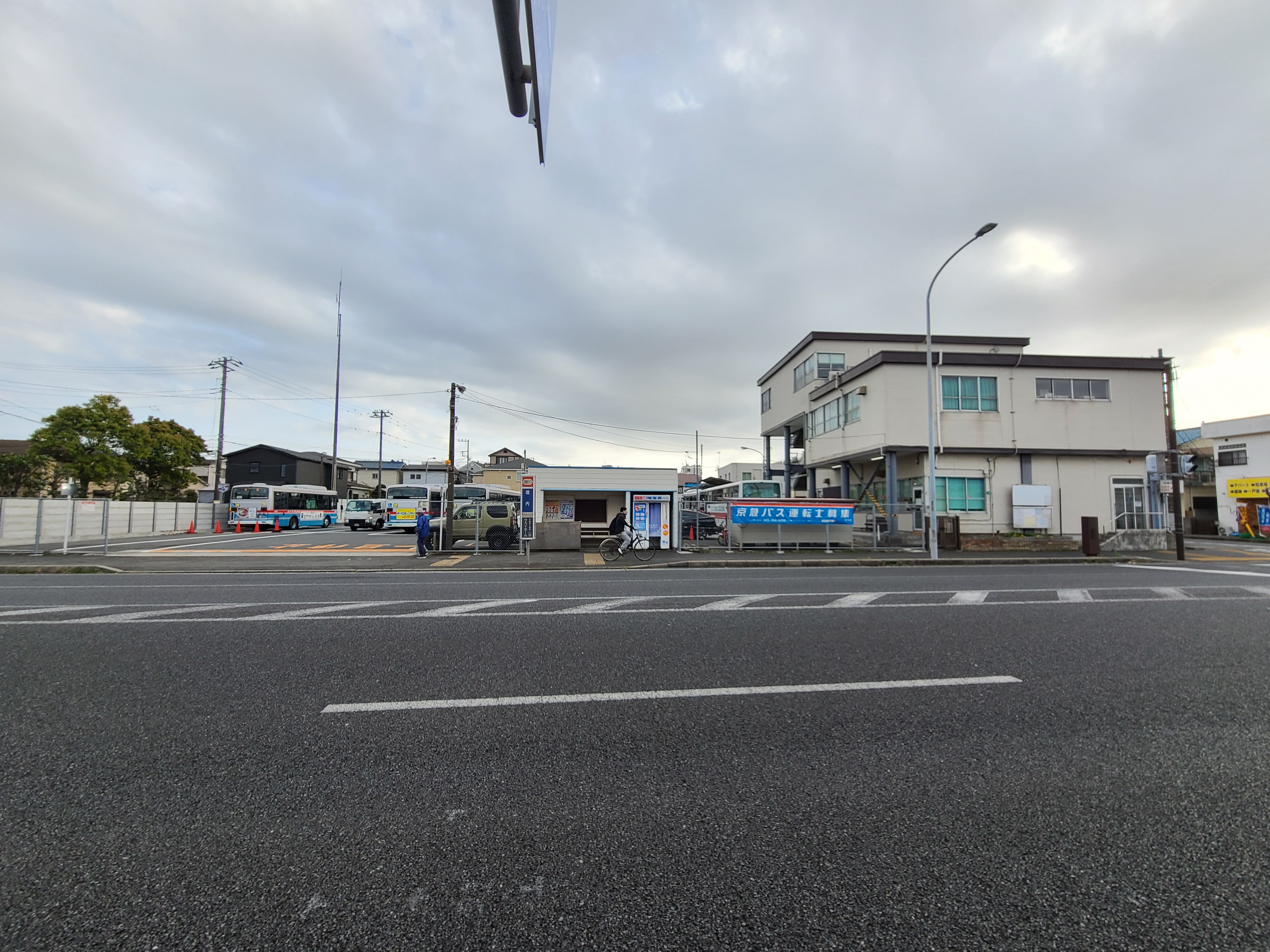
堀内営業所。最寄りのバス停は「堀内」

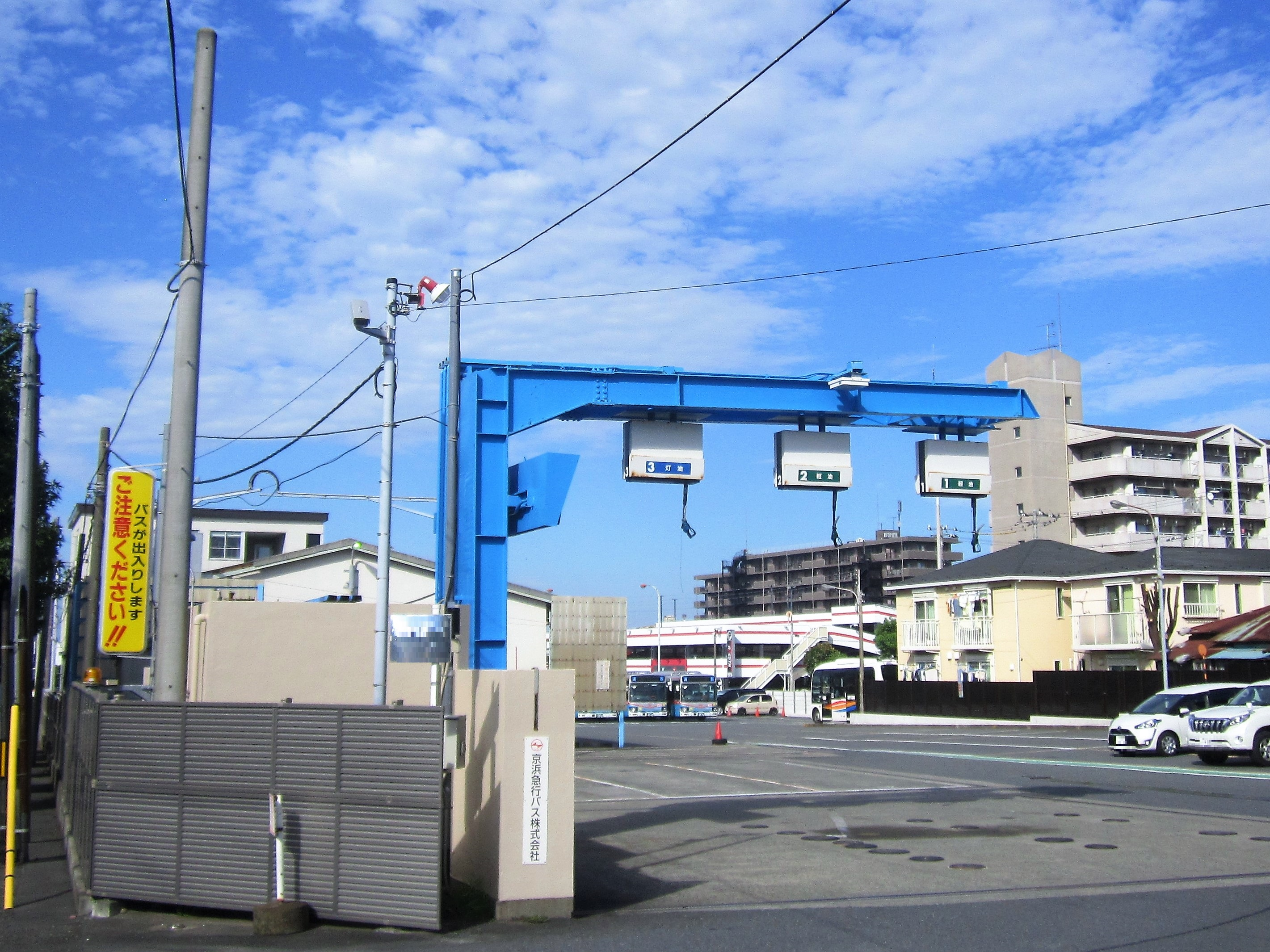
裏側の出入口

京浜急行バス堀内営業所（けいひんきゅうこうバスほりのうちえいぎょうしょ）は、神奈川県横須賀市三春町にかつて存在した京浜急行バスの営業所。主に横須賀線横須賀駅を発着する路線の一部と京急本線堀ノ内駅を発着する路線を所管していた。営業所記号はB。2022年3月12日の営業をもって閉鎖された。閉鎖の理由は新型コロナウイルス感染拡大による経営悪化のため不動産資産を売却。

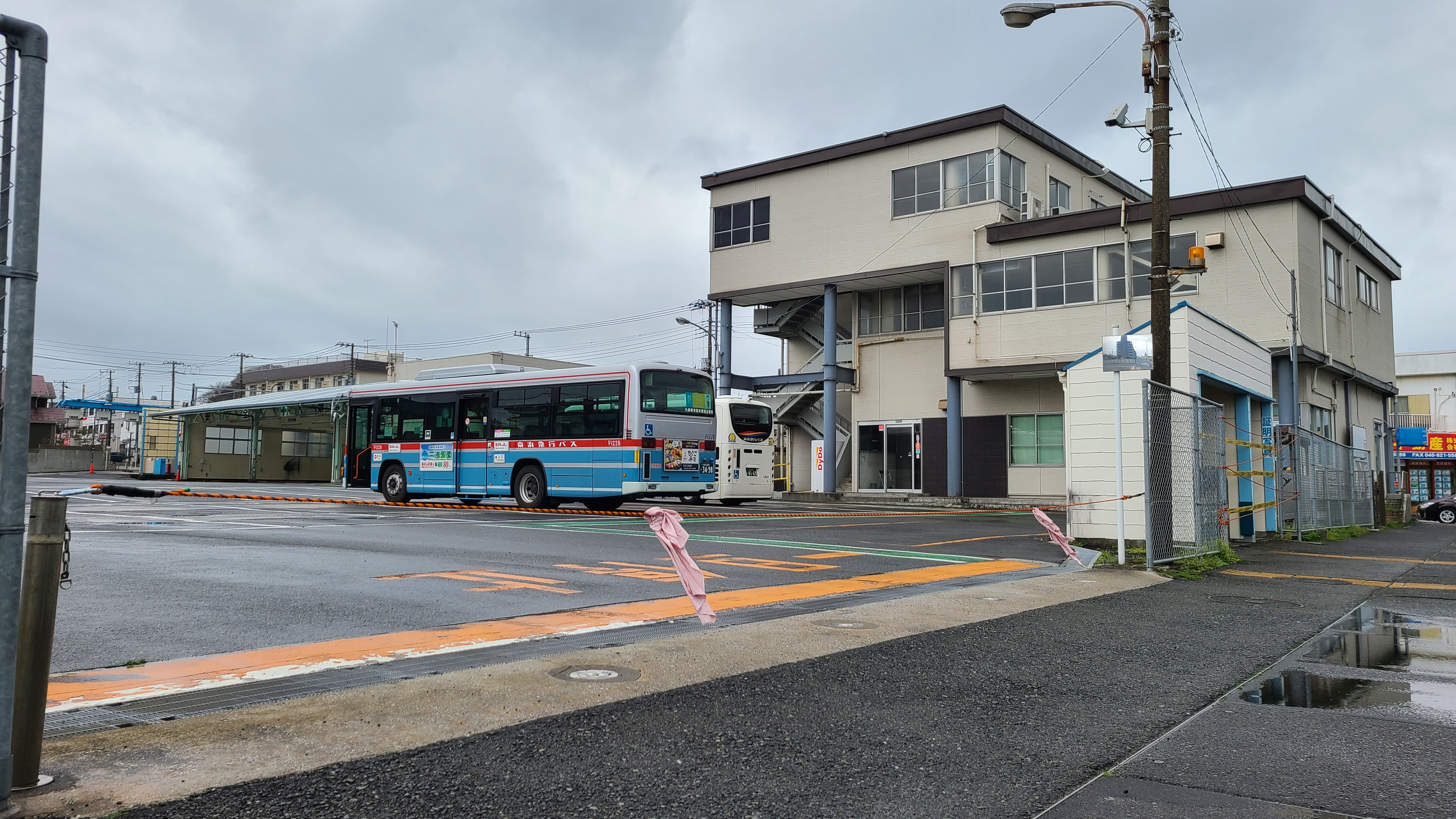
閉鎖後（2022年3月26日）

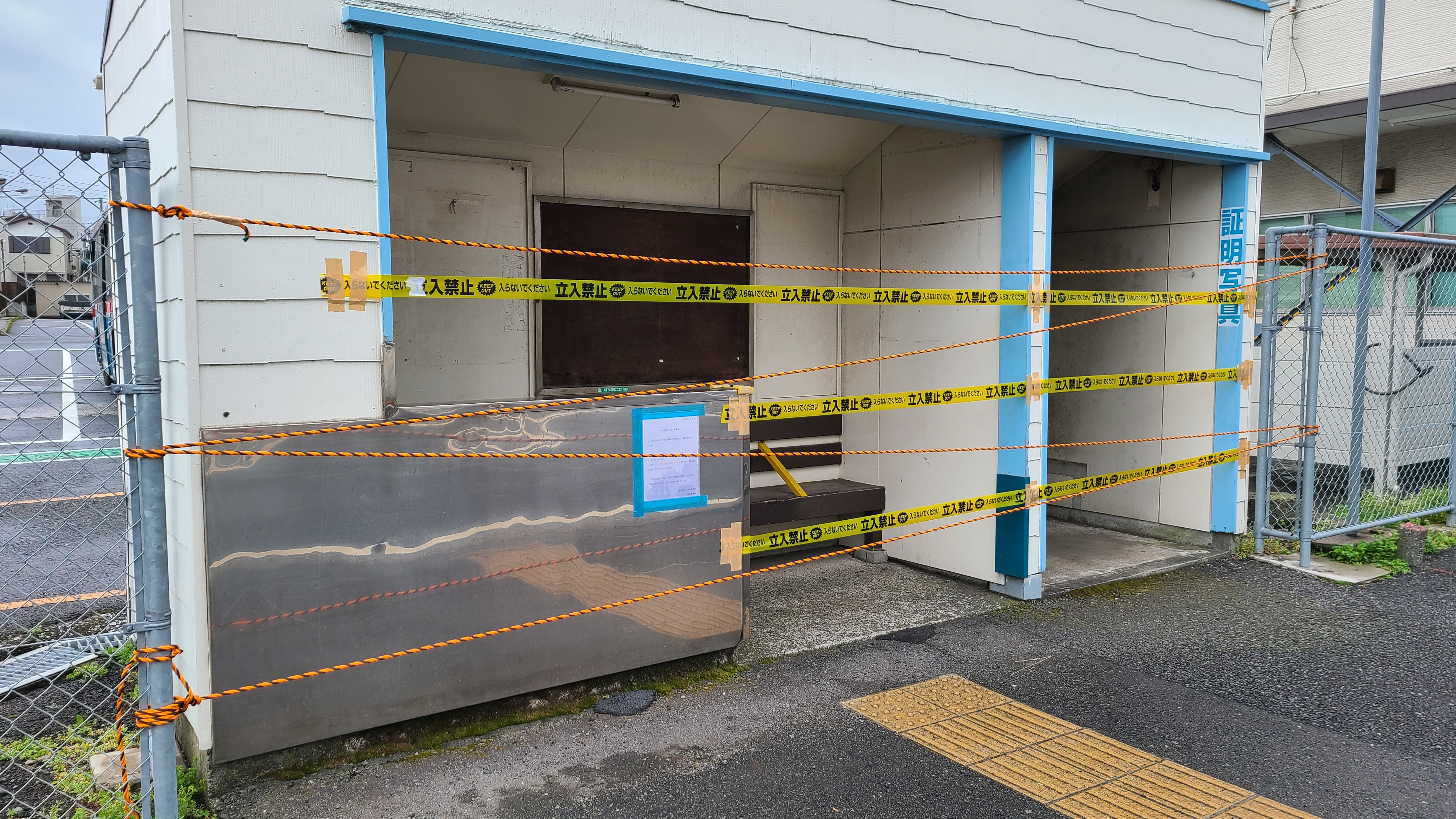
閉鎖後の待合所（2022年3月26日）

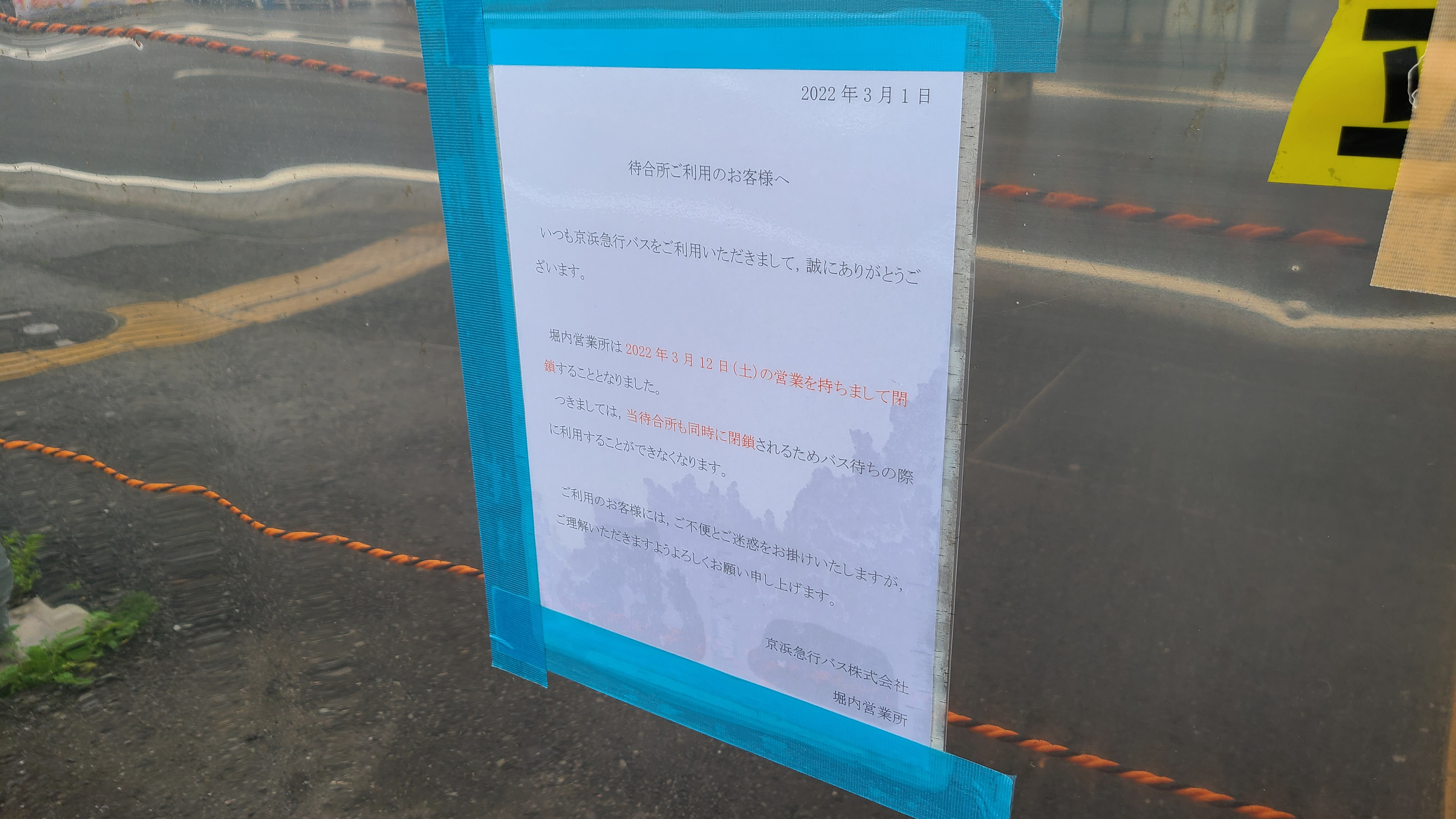
閉鎖の案内（2022年3月26日）

## 沿革
- 1948年（昭和23年）6月1日 - 東京急行電鉄より分離独立。京浜急行電鉄堀内営業所となり、杉田営業所を併合。
- 1952年（昭和27年）12月 - 杉田操車場を開設。
- 1959年（昭和34年）3月16日 - 杉田操車場を杉田営業所として分離。
- 2000年（平成12年）12月 - 京浜急行電鉄・横須賀地区のバスの採算改善のために、横須賀京急バスが設立され、横須賀京急バス堀内営業所となる。
- 2006年（平成18年）6月1日 - 京浜急行バス鎌倉営業所移管に伴い、社名および商号が湘南京急バスに変更されたため、湘南京急バス堀内営業所となる。
- 2008年（平成20年）12月1日 - ICカードPASMO導入[1]。
- 2013年（平成25年）3月23日： IC乗車カード全国相互利用サービスを開始する[2]。
- 2018年（平成30年）4月1日 - 湘南京急バスが京浜急行バス本体に吸収合併[3]。京浜急行バス堀内営業所となる。
- 2022年（令和4年）3月11日 - この日をもって営業所窓口の営業を終了[4]。
- 2022年（令和4年）3月12日 - この日をもって営業所を閉鎖

## ワンコインバス

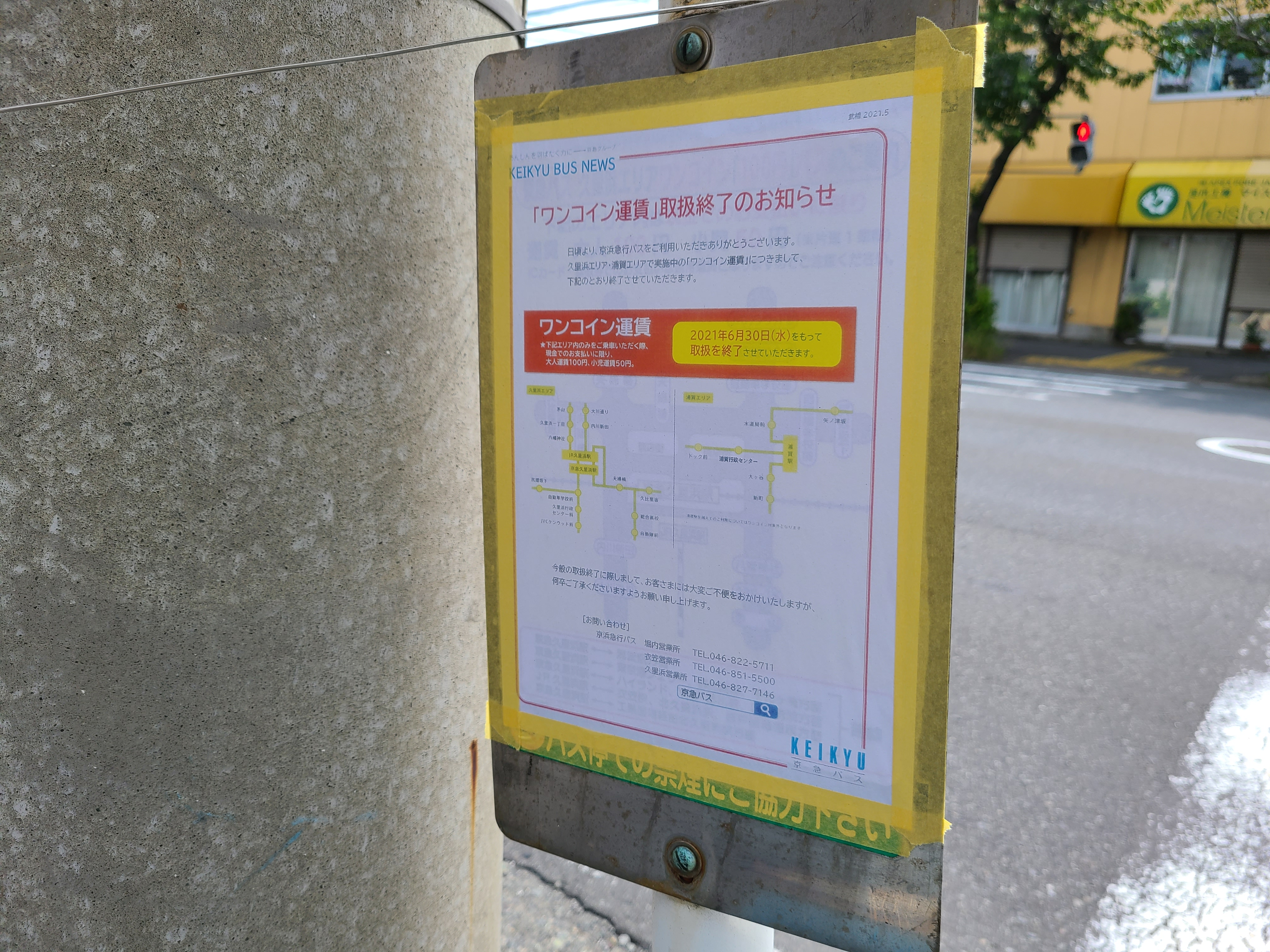
2021年6月30日で終了する案内

堀内営業所管内の運賃は対キロ運賃制であるが、次の区間では、現金払いに限りワンコイン運賃のサービスを実施していた。なお、2021年6月30日をもって終了した。
- 浦賀駅 - 新町（しんちょう）
- 浦賀駅 - 矢ノ津坂
- 浦賀駅 - 浦賀行政センター（久里浜営業所と共同）

## 閉所時の担当路線
路線は、横須賀市北部の国道16号線沿線に集中しており、中でも系統数が多いのが、横須賀駅から東の堀内・観音崎方面である。観音崎線の一部はかつて湘南京急バスが独自に運行しており、他の路線・系統は京浜急行バスからの委託を受けて運行していた。いずれも2018年（平成30年）4月1日の京浜急行バスグループの会社再編に伴い、京浜急行バスの直営路線となった。2022年3月12日の閉所に伴い担当路線は久里浜、衣笠、追浜の各営業所に移管された。

### 平成町循環線

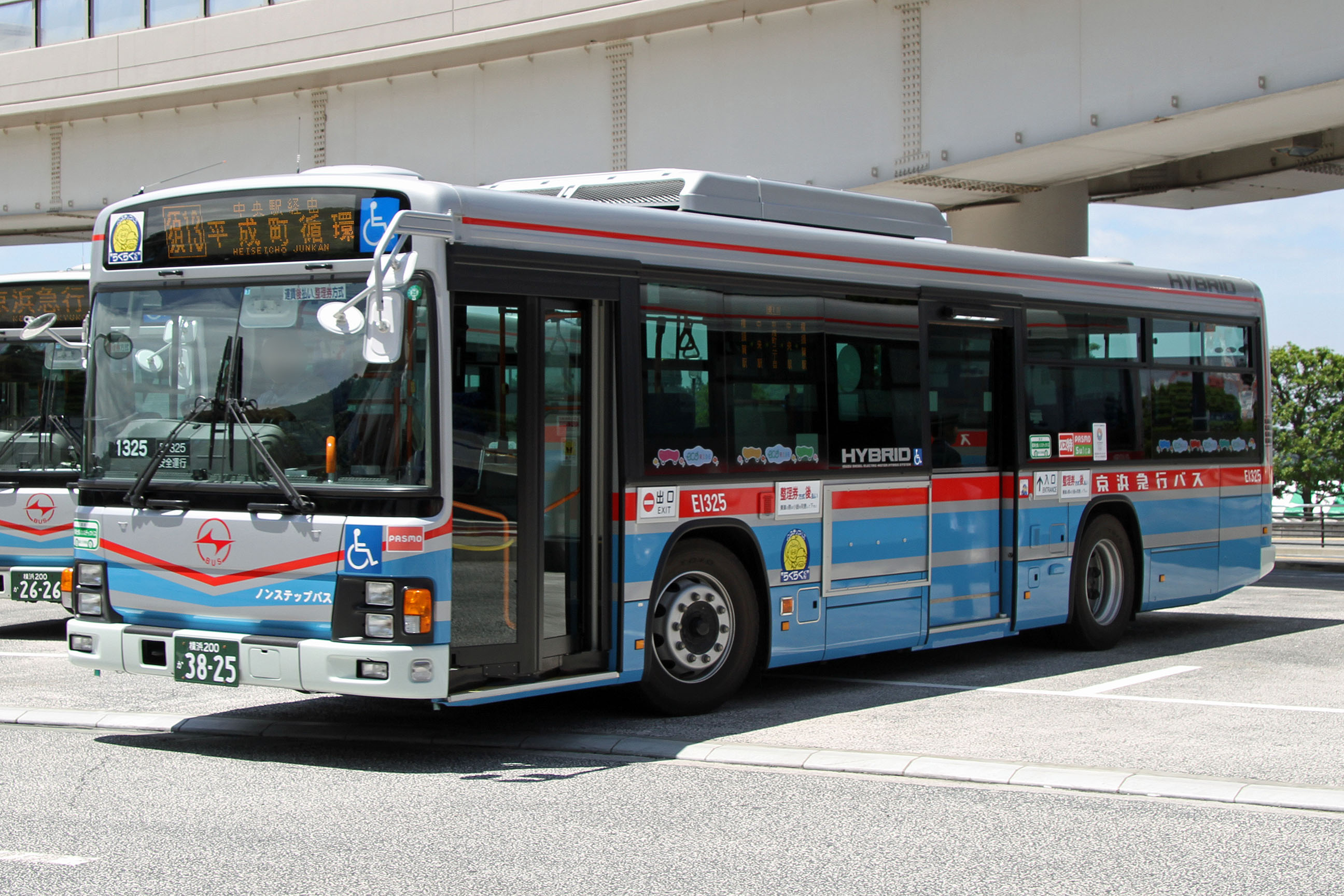
平成町循環線に使用されるハイブリッドバス(衣笠営業所時代)

- 須12： 横須賀駅→市役所前→平成町二丁目→聖徳寺坂下→横須賀中央駅→横須賀駅
- 須13： 横須賀駅→横須賀中央駅→平成町二丁目→聖徳寺坂下→横須賀中央駅→横須賀駅
  - 2000年4月3日： 市内循環線を廃止し、安浦循環線の運行を開始
  - 2001年10月1日： 安浦循環線を廃止し、平成町循環線の運行を開始
  - 2014年頃：衣笠営業所から移管。
  - 2022年3月13日より衣笠営業所に再移管。

平成町循環線は、横須賀駅から横須賀中央駅を経由し、平成町地区を循環して再び横須賀駅へと戻ってくる路線である。朝の時間帯の便は往路のみ市役所前を経由する。
もともと市役所から聖徳寺坂下方面へは市内循環線（須11・須12）が運行されていたが、2000年（平成12年）4月3日の改編で同路線が廃止されると、代替路線として 横須賀駅→市役所前→安浦二丁目→市役所前→横須賀駅 の安浦循環線（須12系統）が運行を開始した。その安浦循環線が2001年（平成13年）10月1日より平成町地区まで延長され、現在の路線となった。この時、朝の4便を残して横須賀中央駅経由に変更され、市役所前を通る便は激減した。

### 観音崎線
- 須24：横須賀駅 - 堀内 - 馬堀海岸駅 - 観音崎
- 堀24：堀内 - 馬堀海岸駅 - 観音崎
- 須28：横須賀駅 - 堀内 - 馬堀海岸駅 - 観音崎 - 観音崎自然博物館（夏季を除く休日ダイヤのみ）
- 須22：横須賀駅 - 堀内 - 馬堀海岸駅 - 防衛大学校
- 堀22：堀内 → 馬堀海岸駅 → 防衛大学校
- 須27：横須賀駅 - 堀内
  - 1913年（大正2年）10月12日：浦賀横須賀間自働車会社(横須賀自動車商会の前身)が横須賀駅 - 浦賀芝生間の運行を開始
  - 1921年（大正10年）10月3日：横須賀市街乗合自動車が横須賀駅 - 観念寺入口(今の若松町)を開業。のち合併により横須賀自動車となる。
  - 1924年（大正13年）9月：横須賀駅 - 堀之内に延長。
  - 戦中までに堀之内 - 走水も開通し、一部休止により戦後は横須賀駅 - 堀之内、同 - 大津で運行。
  - 1948年（昭和23年）9月20日：大津 - 伊勢町の運行を再開。
  - 1950年（昭和25年）12月25日：伊勢町 - 走水間の運行を再開、堀ノ内 - 走水間の運行となる。
  - 1952年（昭和27年）4月2日：堀ノ内 - 走水を延長し、横須賀駅 - 観音崎の運行を開始。
  - 1955年（昭和30年）7月1日：横須賀駅 - 防衛大学の運行を開始。
  - 1973年（昭和48年）4月8日：横須賀駅 - 観音崎ホテル間の運行を開始。
  - 2000年（平成12年）10月1日：横須賀中央駅発19時以降の便を日ノ出町経由に変更
  - 2005年（平成17年）3月16日：防衛大学行の防衛大学校構内運行が廃止。正門前の防衛大学校行に変更。
  - 2022年（令和4年）3月13日：全路線久里浜営業所担当に変更

観音崎線は走水・観音崎方面と防衛大学校方面に分かれる。共通区間である横須賀駅 - 馬堀中学間は、両者あわせ12分ヘッドで運行し、その先は観音崎方面に運行する便の比率が高く、休日はさらに高まる。観音崎自然博物館行きは休日のみの運行で、本数は大変少ない。2002年（平成14年）10月1日より、日中の須27系統を無くし、代わりに堀内バス停において乗務員交代を実施している。
観音崎線のルーツは1897年（明治30年）に石川卯之助らが開業した横須賀浦賀間乗合馬車にあるといえる。田戸(今の米が浜近辺) - 浦賀芝生間の運行で、石川馬車と呼ばれていた。1913年（大正2年）になると、浦賀横須賀間自働車会社により乗合自動車の運行が開始される。しかし当初のそれは、5 - 6人乗りで、乗客のいない時は運休し、また乗客の申し出によっては路線外へも運行していたようである。運賃も馬車が田戸 - 浦賀間13銭に対して同48銭と高額に設定されていた。大正時代後期になるとバス事業も盛んになり、多数のバス会社が設立された。なかでも当時の横須賀 - 浦賀間は重要幹線であったため、1922年（大正11年）11月1日に太平自動車が、同年に石川自動車が、更に1924年（大正13年）には横須賀自動車商会が、それぞれ運行を開始している。
大正末期から昭和初期にかけて、乱立するバス事業者を統合すべく横須賀自動車が設立され、横須賀駅 - 浦賀間の路線もこれに統合された。1927年（昭和2年）5月には上宮田まで路線が延長され、同時期に石川馬車の営業権を買収し、同馬車を廃止している。また1930年（昭和5年）発行の浦賀名所案内によると、馬堀海岸駅 - 走水間および浦賀駅 - 鴨居間にバスが運行されていたことがうかがえる。

#### 元受託運行系統
- 浦3：浦賀駅 - 鴨居 - 観音崎
- 須25：横須賀駅 ← 堀内 ← 浦賀駅 ← 鴨居 ← 観音崎
- 堀25：堀内 - 浦賀駅 - 鴨居 - 観音崎
- 浦2：浦賀駅 - 鴨居 - かもめ団地
- 須26：横須賀駅 - 堀内 - 浦賀駅 - 鴨居 - かもめ団地
- 堀26：堀内 - 浦賀駅 - 鴨居 - かもめ団地
- 須27：横須賀駅 - 堀内
  - 1948年（昭和23年）10月25日：浦賀駅 - 鴨居の運行を再開。
  - 1950年（昭和25年）3月1日：浦賀駅 - 観音崎に延長。
  - 1956年（昭和31年）7月25日：横須賀駅・堀内 - 浦賀駅を延長。
  - 1958年（昭和33年）4月21日：横須賀駅 - 浦賀駅を観音崎へ延長。
  - 1972年（昭和47年）6月12日：浦賀駅 - かもめ団地の運行を開始。
  - 2002年（平成14年）10月1日：横須賀京急バス（当時）が受託運行を開始。
  - 2018年（平成30年）4月1日：湘南京急バスの京浜急行バスへの再編に伴い、受託運行終了。
  - 2022年（令和4年）3月13日：全路線久里浜営業所担当に変更

観音崎線のうち、浦賀・鴨居方面を走る系統は、京浜急行バスからの委託を受けて運行していた。浦賀駅 - 観音崎およびかもめ団地間を運行する系統が本数の大部分を占め、横須賀駅や堀内を発着する便は少ない。浦2・浦3は1989年（平成元年）に久里浜営業所から移管された。
なお、2022年3月13日より久里浜営業所担当路線になった。

### 立野団地線
- 堀23：堀内駅 - 堀内 - 馬堀海岸駅 - 立野団地循環
- 馬23：馬堀海岸駅 - 立野団地循環
  - 1962年（昭和37年）4月16日：堀内 - 立野団地循環の運行を開始。
  - 1970年（昭和45年）7月1日：堀内 - 堀内駅間を延長。
  - 2002年（平成14年）10月1日：横須賀京急バス（当時）が受託運行を開始。
  - 2022年（令和4年）3月13日：全路線久里浜営業所担当に変更

堀23は、始発より数便と終バスまでの数便は営業所入出庫の都合で堀内発着になる。
なお、2022年3月13日より久里浜営業所担当路線になった。

### 大津線
- 衣30：堀内駅 - 堀内 - 五郎橋 - 衣笠十字路 - 衣笠駅
  - 1955年（昭和30年）11月16日：衣笠駅 - 横須賀堀内駅間の運行を開始。
  - 2002年（平成14年）10月1日：横須賀京急バス（当時）が衣30の受託運行を開始。
  - 2022年（令和4年）3月13日：衣笠営業所担当に変更

大津線は堀ノ内駅から横須賀線衣笠駅を結ぶ路線である。始発終発時間帯には車庫のある堀内発着の便が設定されている。
なお2022年3月13日より衣笠営業所担当路線になった。

### 八景線、安浦2丁目線
- 八31：安浦二丁目 - 横須賀中央駅 - 横須賀駅 - 田浦郵便局 - 船越 - 追浜駅 - 内川橋
- 追34：安浦二丁目 → 横須賀中央駅 → 横須賀駅 → 田浦郵便局 → 船越 → 追浜駅

路線沿革
- 1945年（昭和20年）10月11日：東京急行電鉄（大東急。現・東急バス）杉田営業所の手により、横浜駅 - 杉田間（現在の横浜線区間）のバスが再開される。
- 1946年（昭和21年）5月5日：杉田 - 船越間（現在の磯子線と八景線を合わせた区間）のバスが再開される。
- 1948年（昭和23年）
  - 6月1日：京浜急行電鉄に引き渡され、堀内営業所所管となる。この時には横浜駅 - 六浦と杉田 - 横須賀駅の2路線となっていた。
  - 6月5日：堀内 - 杉田間の直通運行を開始。
- 1949年（昭和24年）2月1日：横浜駅 - 六浦間で横浜市営バスとの相互乗り入れを開始。
- 1950年（昭和25年）1月1日：横浜線区間と磯子線・八景線区間を統合、堀内 - 横浜駅間の運行を開始。
- 1959年（昭和34年）3月16日：杉田営業所へ移管。
- 1966年（昭和41年）：堀内 - 金沢文庫と横浜駅 - 追浜日産自動車に分割、現在の八景線と磯子線の基礎ができる。
- 1970年（昭和45年）12月1日：堀内 - 金沢八景に短縮。
- 1971年（昭和46年）3月10日：横浜市内区間を横浜駅 - 杉田平和町（110系統）と磯子駅 - 追浜日産自動車（4系統）に分割。横浜線、磯子線が現在の形になる。
- 1978年（昭和53年）6月21日：堀内 - 内川橋間の運行を開始。
- 1983年（昭和58年）10月1日：堀内 - 金沢区総合庁舎前の運行を開始。
- 1989年（平成元年）10月16日：堀内発着を聖徳寺坂下発/米ヶ浜着に変更短縮、追浜営業所へ移管。
- 1999年（平成11年）7月12日：内川橋 - 金沢区総合庁舎前を廃止
- 2000年（平成12年）10月1日：北部共済病院 → 米ヶ浜の運行を開始
- 2002年（平成14年）10月1日：19時以降日ノ出町経由に変更。同時に聖徳寺坂下・米ヶ浜 - 安浦二丁目間を延長し、安浦二丁目発着に変更
- 2003年（平成15年）10月1日：堀内営業所に復帰、横須賀京急バス（当時）委託運行を開始。
- 2021年（令和3年）3月5日：追35系統が系統整理により廃止。
- 2022年（令和4年）3月13日：追浜営業所と久里浜営業所に移管

京急本線金沢八景駅と追浜駅の中間にある内川橋から国道16号を下り、JR横須賀駅、京急横須賀中央駅を越えて県立大学駅に近い安浦2丁目まで行く路線。全区間で京急本線と並走する。内川橋、瀬が崎の両停留所は横浜市金沢区にあり、堀内営業所の一般路線では唯一の横浜市内乗り入れ系統となっている。
この系統の源流は戦前の横須賀自動車の時代にまで遡り、戦後の最盛期には現在追浜営業所に移管されている磯子線（4系統）、杉田営業所の横浜線（110系統）と合わさって、横浜駅まで行く長距離路線だった。また、現在横浜線・磯子線となっている区間では横浜市営バスへの運行委託や2社局共同運行も行われたが、追浜駅以南の横須賀市内は大東急時代から民営単独で維持されている。

### 浦賀駅 - 浦賀丘線
- 浦5：浦賀駅 - 浦賀丘 - 浦賀丘三丁目公園
  - 2009年（平成21年）3月1日 - 運行開始
  - 2021年（令和3年）5月16日 - 『浦賀警察署』停留所を『浦賀行政センター』へ改称。
  - 2022年（令和4年）3月13日 - 久里浜営業所へ移管

2006年（平成18年）に地域から上がった運行要望を受け、2009年に運行を開始した路線。8時台 - 11時台・13時台 - 16時台のみ、1時間に2 - 3本運転される。

### 横須賀中央・三笠循環線
- 中央1：横須賀駅 → 汐留 → 神奈川歯科大学附属病院 → 三笠公園 → ポートマーケット前 → 横須賀中央駅 → 横須賀駅
  - 2013年（平成25年）3月15日 - 運行開始[7]
  - 2017年（平成29年）4月 - 運行形態変更[8]
  - 2021年（令和3年）3月5日 - 運行経路・停車停留所が変更される[9]。

横須賀中央駅から新港ふ頭を循環する一方向の路線で、2013年3月15日より運行を開始した。当路線開設に伴い、神奈川歯科大学附属病院・三笠公園・ポートマーケット前の各停留所が新設された。1時間に1 - 2本程度の運行である。当初は横須賀中央駅から循環する形で運行されていたが、2017年4月から横須賀駅発着に変更された。
2021年3月5日のダイヤ改正から、上記の停留所のみ停車する運行形態となった。

## 廃止・移管路線

### 八景線
- 追35：北部共済病院 → 田浦郵便局 → 横須賀駅 → 横須賀中央駅 → 安浦二丁目

2021年3月5日、系統整理により廃止。

### 衣笠線
- 衣35：JR久里浜駅 - 五郎橋 - 衣笠十字路 - 衣笠駅
  - 1955年（昭和30年）7月10日： 久里浜駅 - 衣笠駅間の運行を開始。
  - 2006年（平成18年）12月1日： 久里浜営業所より移管。
  - 2021年（令和3年）5月16日： 衣笠営業所へ移管。

衣笠線は久里浜駅・堀ノ内駅から横須賀線衣笠駅を結ぶ路線である。久里浜駅から国道134号、県道27号を走り、全線が横須賀線と並行している。
衣笠線は1955年（昭和30年）に運行を開始しているが、衣笠と久里浜を結ぶ路線は戦前にも存在した。すなわち、京浜急行バスの前身である湘南電気鉄道のバス分門が、法塔から大津を経て久里浜新田へ至る路線を1937年（昭和12年）3月に申請し、1939年（昭和14年）10月に免許を得ている。さらに道路を改修して翌1940年（昭和15年）2月21日に営業を開始した。この時の担当は衣笠営業所であった。しかし、戦争によるガソリン消費規制や道路改修の影響で、1941年（昭和16年）2月、開業後1年にして運行休止となった。なお、当時起点であった法塔は県道27号の旧道と同26号の旧道が交叉するところであるが、途中経由地や終点の久里浜新田の場所は不明である。

### 深夜急行バス
- 新橋駅 → 品川駅 → 大船駅 → 鎌倉駅 → 逗子駅

京急バスでは、新橋駅から神奈川県への深夜急行バスが2路線存在したが、このうち逗子駅への便を当営業所が担当した。新橋駅・品川駅で乗車扱いののち、大船駅までは無停車で運行し、その後鎌倉営業所の大船線・名越線の一部停留所に停車した。2007年（平成19年）2月16日付で鎌倉駅打ち切りだったものを逗子駅まで延長し、同時に鎌倉営業所から当営業所へ移管された。
湘南京急バス時代は独自に路線免許を取り、NB表記車が充当されていた。
新型コロナウイルス感染症（COVID-19）のパンデミックに伴い京急沿線住民の生活スタイルが激変したため、2020年（令和2年）4月7日より運休となり、そのまま6月30日限りで廃止された。

## 車両

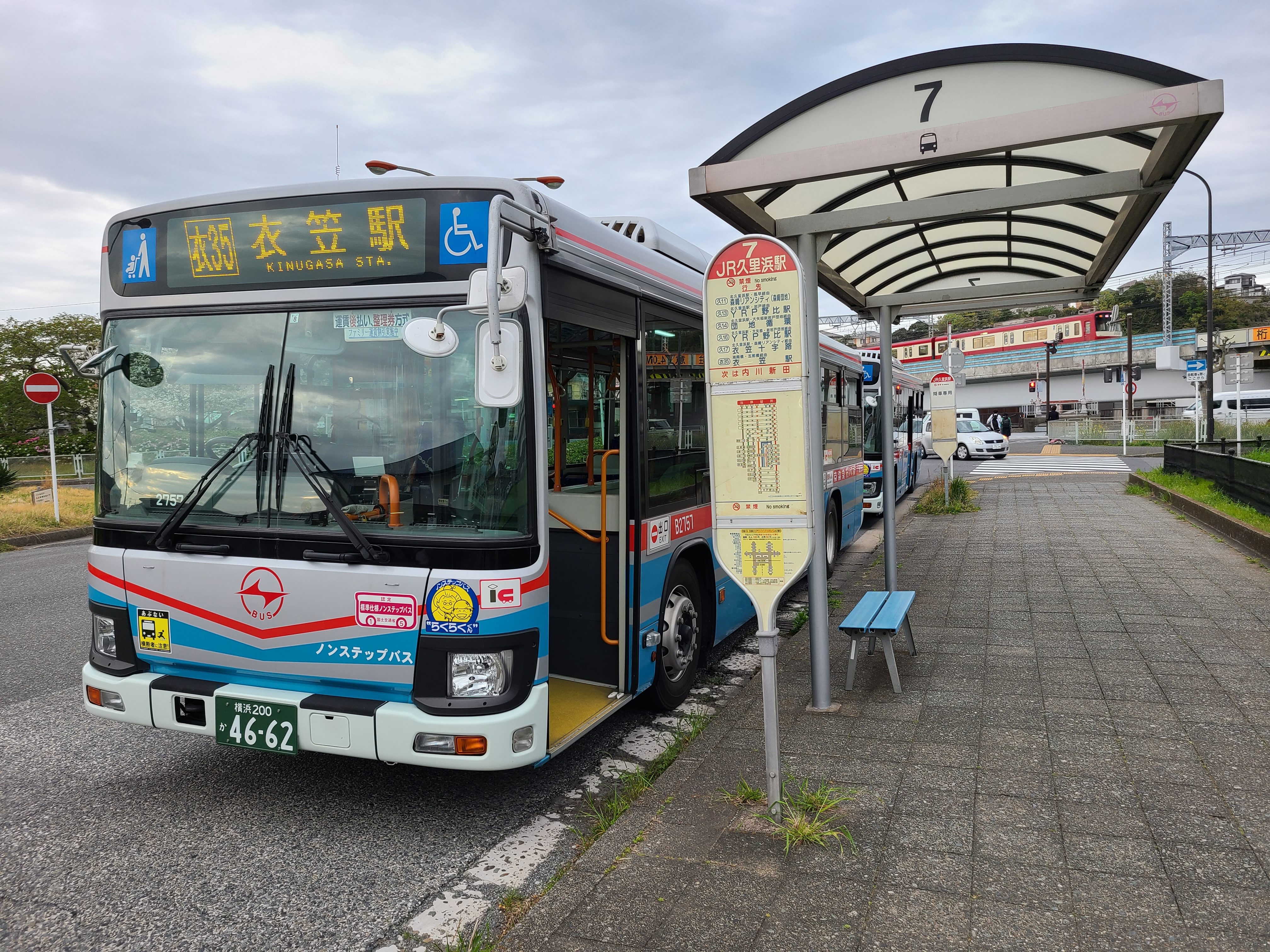
2代目いすゞエルガ(JR久里浜駅にて)

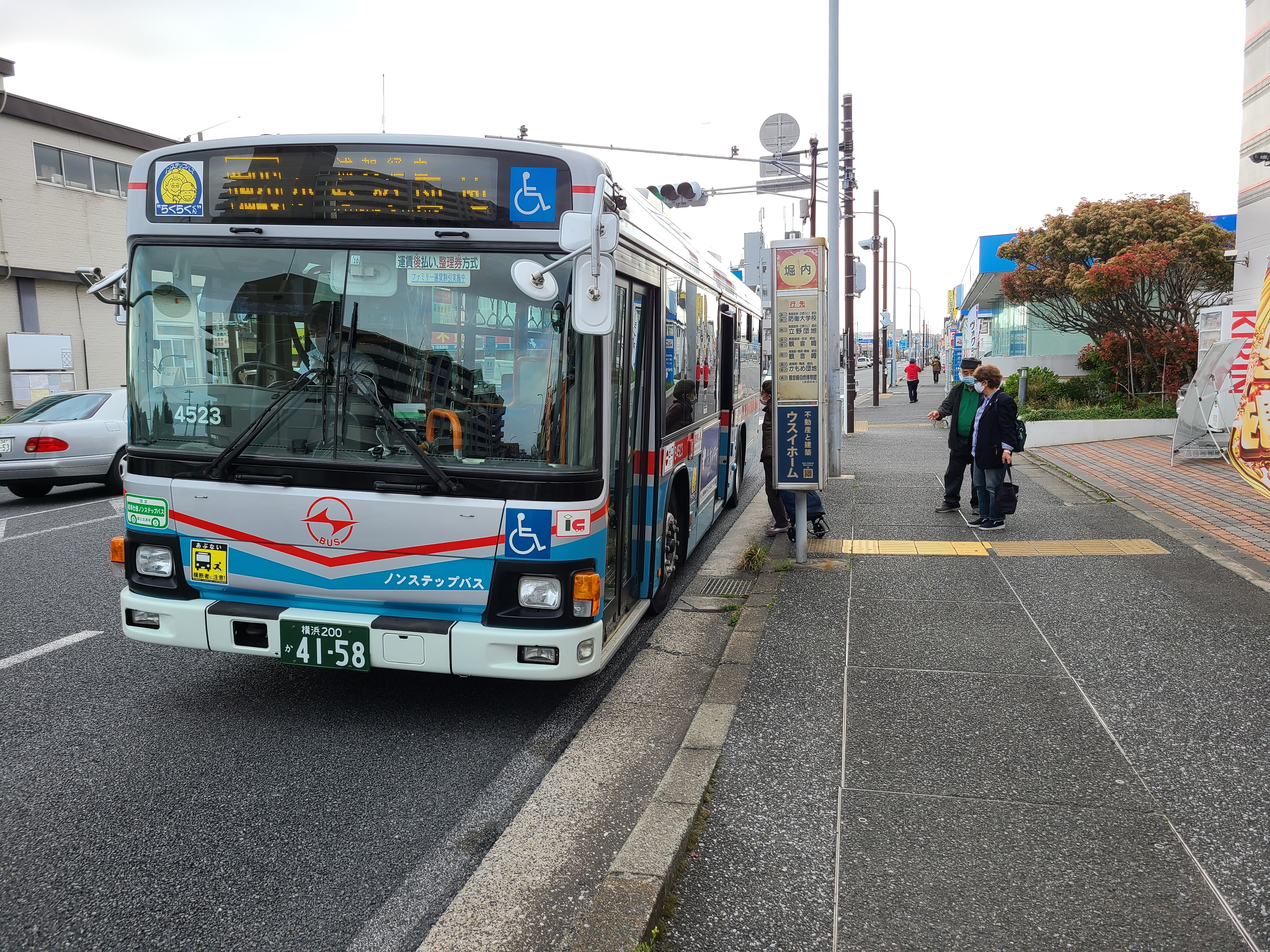
日野ブルーリボンII(堀内にて)

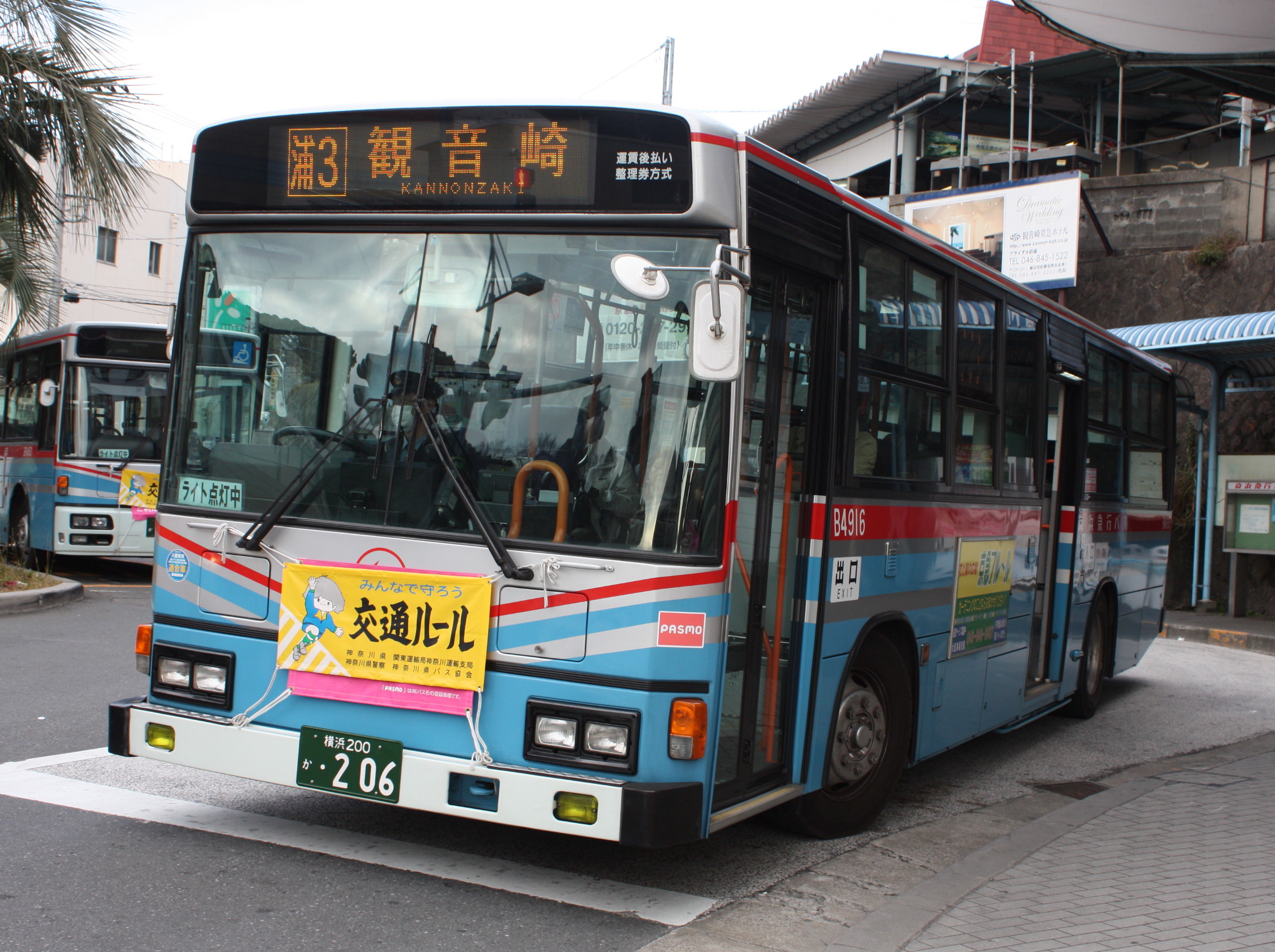
かつて存在した日野ブルーリボンと日産ディーゼル・スペースランナー(浦賀駅にて)

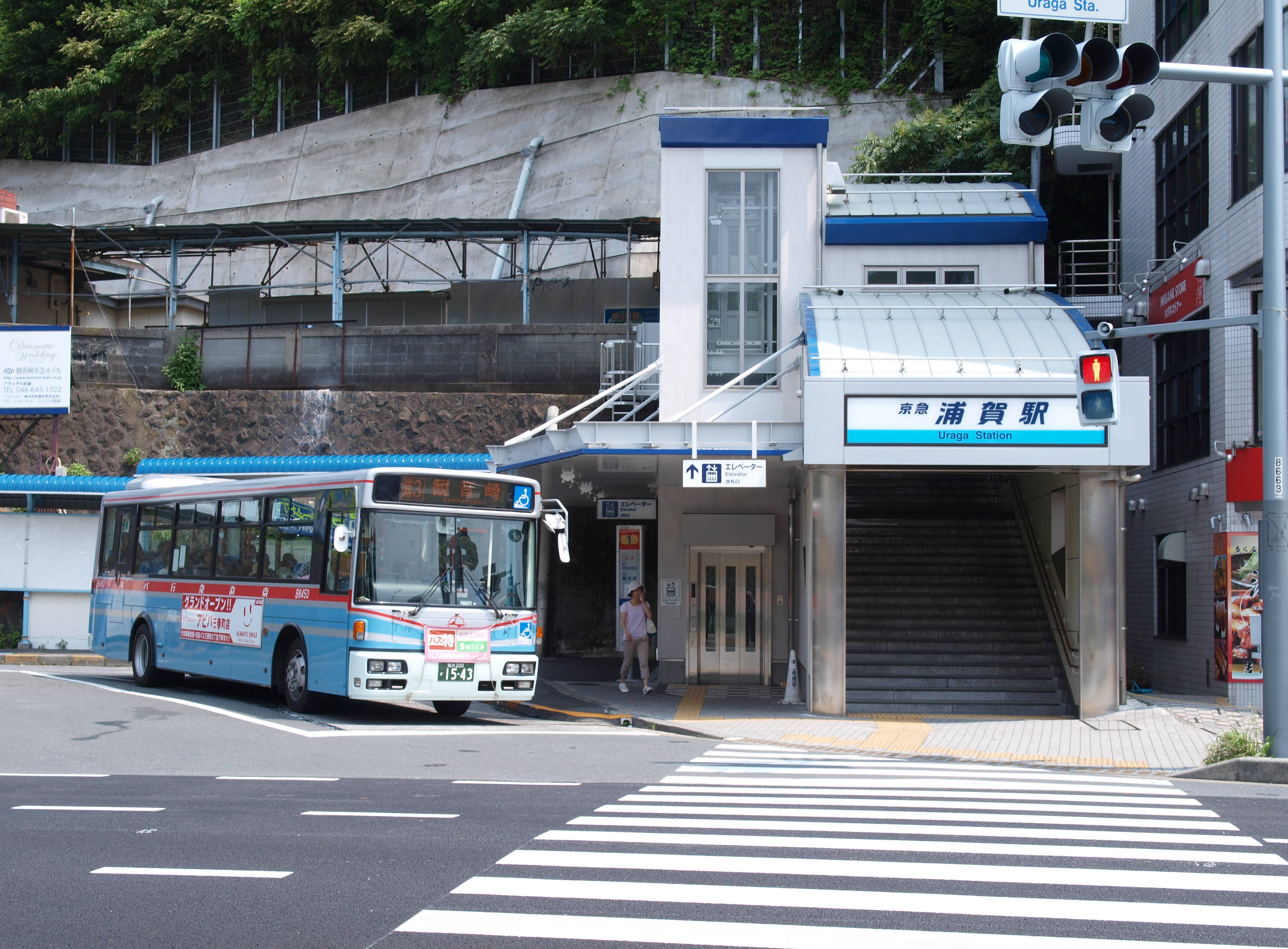
かつて存在した日産ディーゼル・スペースランナー(浦賀駅にて)

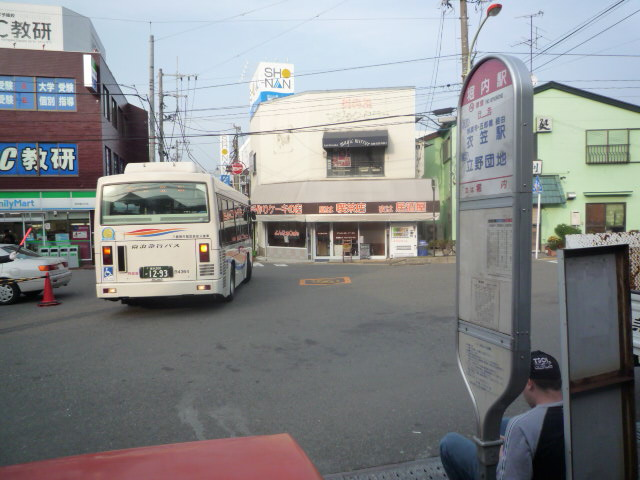
かつて立野団地循環に使われていた小型～中学車(堀内駅にて)

大型車・中型車・小型車の全サイズが在籍している。かつては久里浜営業所や三崎営業所同様、日野車の牙城であった。現在も日野車が在籍するが、いすゞエルガの割合が高くなり、日野車もブルーリボンIIが導入されるようになったため、一般路線用は全てジェイバス製の車体の車両となっている。横須賀市からの助成金により、所属車両の大半がノンステップバスになっている。
また立野団地線、浦賀丘線は小型車である日野ポンチョが導入されている。
また、日産ディーゼル製スタンダードデッカーの深夜急行バス用車両が1台在籍している。検査等により使用できない場合は、他の営業所の空港リムジン車を借り入れて運行することがある。
当営業所は自社運行路線と京浜急行バスからの受託運行路線の双方が存在したため、車両の営業所表記もNB表記車（湘南京急バス所属車両）とB表記車（京浜急行バスからの受託車両）の双方が存在した。基本的に車両運用もNB表記車とB表記車で分けられていた。